# Martin Kastler

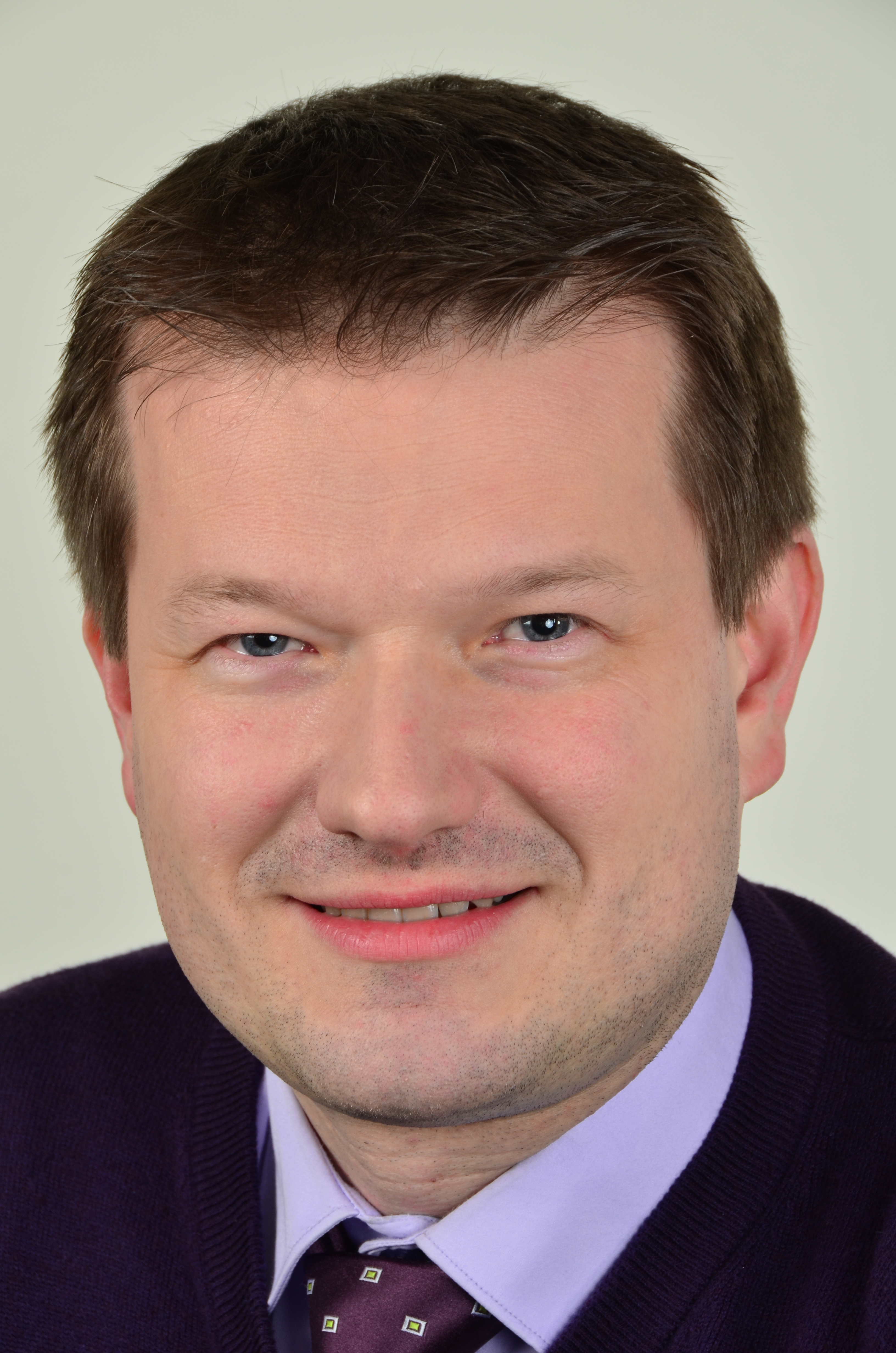
Martin Kastler (2014)

Martin Kastler este un om politic german, membru al Parlamentului European în perioada 1999-2004 din partea Germaniei.
1. ↑  Czech National Authority Database, accesat în 1 martie 2022
2. 1 2  Deputații în Parlamentul European